# قلعة فخر الدين المعني
قلعة فخر الدين المعني أو قلعة ابن معن أو قلعة تدمر تُعتبر من أبرز معالم وأثار المدينة الأثرية تدمر السورية، تقع فوق أكبر وأعلى جبال تدمر بارتفاع 150م عن سطح الأرض تطل القلعة على مدينة تدمر وواحتها.
يحيط بالقلعة خندق بعرض 12م وعمق 12م أقيم كمانع مائي لمنع المهاجمين من الدخول إليها. وبذلك فقد كانت واسطة الدخول الوحيدة إلى القلعة هي الجسر المتحرك القائم على دعامات، والذي يقع فوق الخندق أمام المدخل الرئيسي المتجه إلى الجنوب الشرقي وعندما كان أعداء تدمر يصلون إلى أسفل القلعة كان جنود الحامية يسحبون هذا الجسر لمنعهم من الصعود إليه، لتصبح القلعة معزولة تماماً عن محيطها بواسطة الخندق الذي أستُخدم كمقلع للحجارة لبناء القلعة نفسها، ويُلاحظ أن كل أحجار القلعة أخذت من هذا الخندق، بإستثناء دعامتين صغيرتين أستُخدمتا في بناء الباب الداخلي، وهذا كان كسباً كبيراً لمدينة تدمر، لأن بُناة القلعة لو أرادوا آنذاك أن يأخذوا من حجارة تدمر لبناء القلعة لخربوا الكثير من أوابدها، ولما وصلنا منها شيء ذا أهمية أثرية.

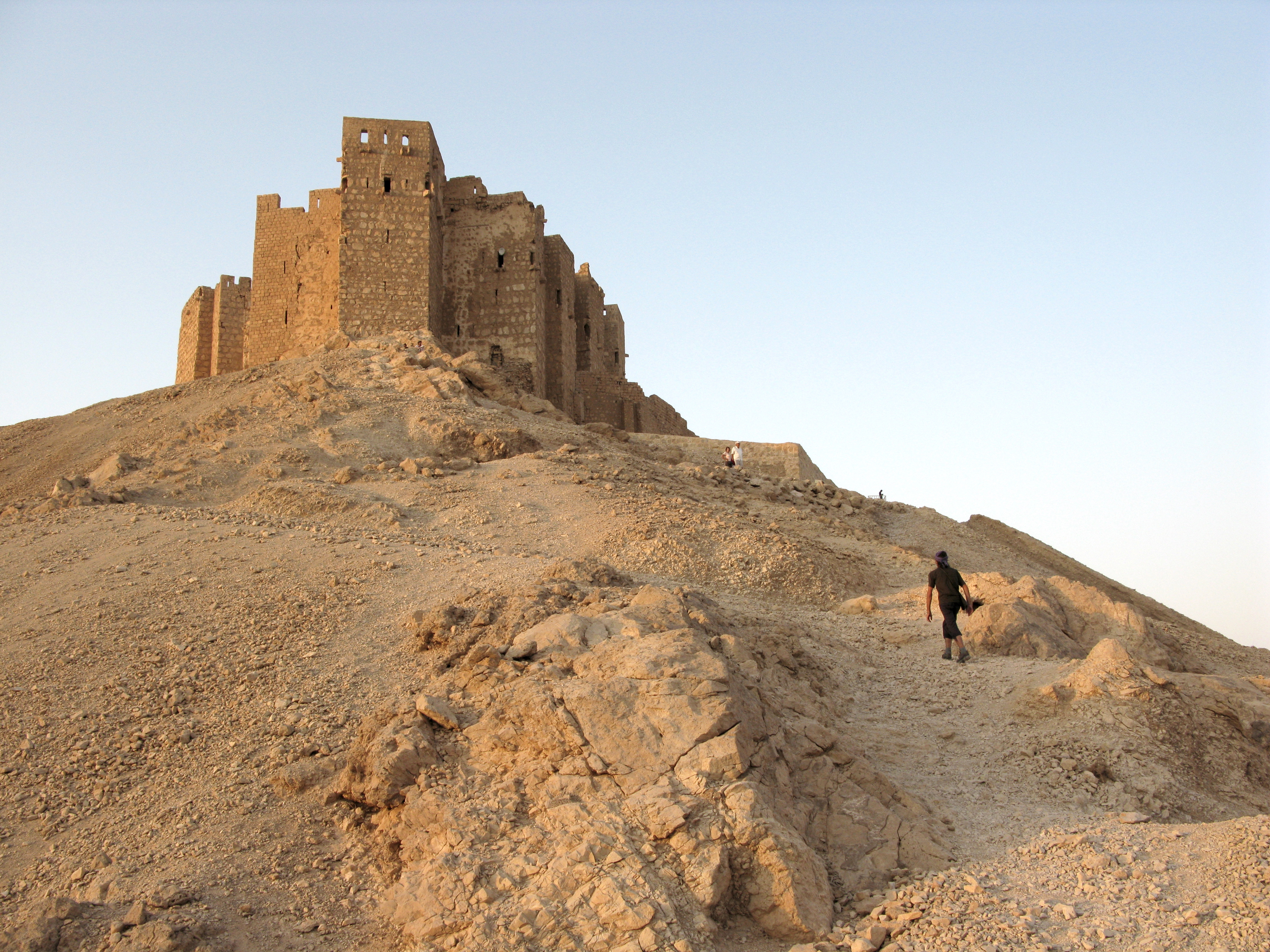
قلعة فخر الدين المعني في تدمر

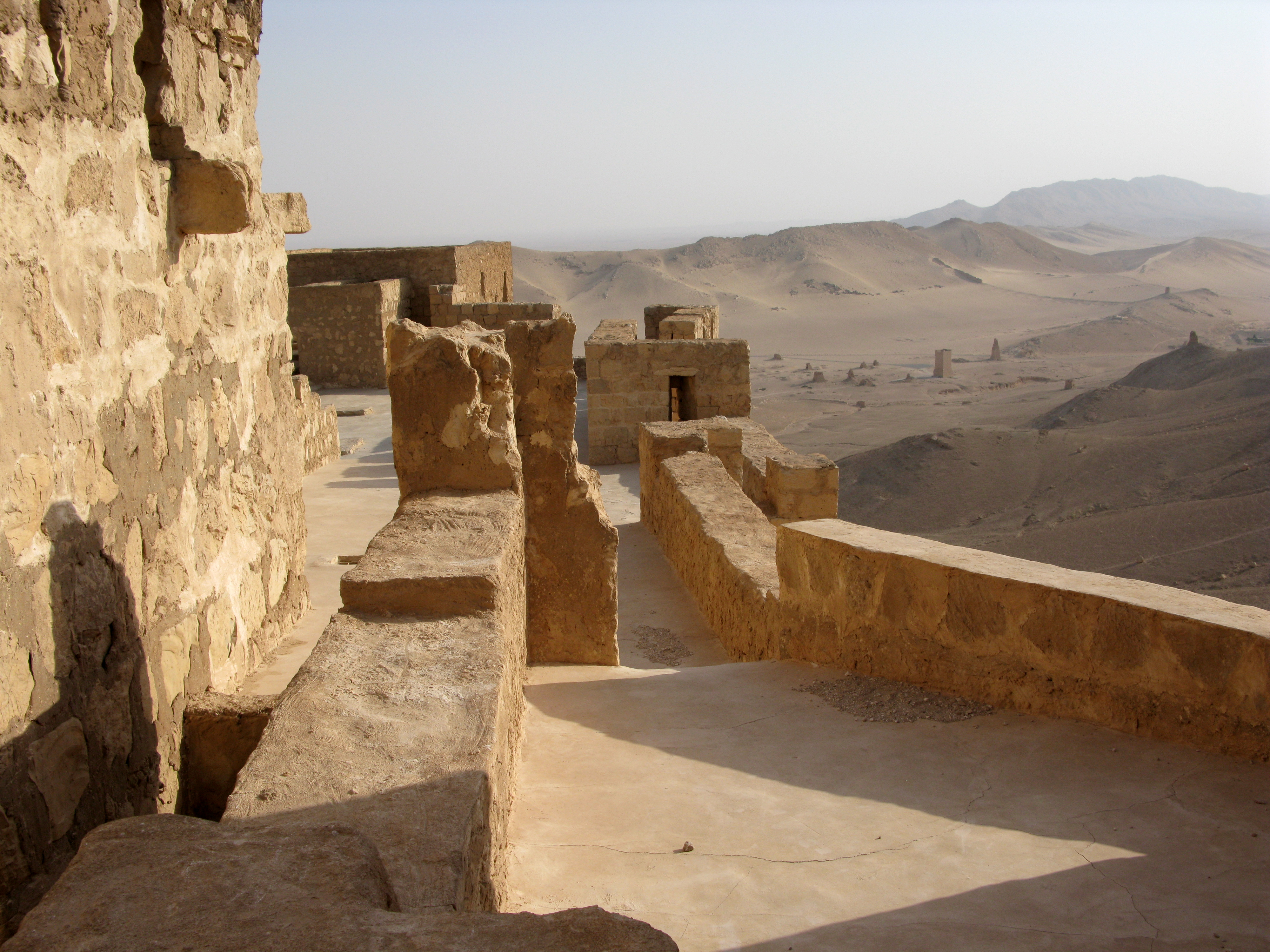
أعلى قلعة فخر الدين المعني في تدمر

جاء بناء قلعة تدمر التي تحتل قمة مرتفع شاهق شديد الانحدار من جوانبه كافةً كأول بناء متكامل قوي في عهود تدمر، وزاد الخندق المحفور على جوانبها في منعتها، كما ساهم ارتفاع أسوارها وطوابقها في زيادة مدى إشرافها ومراقبتها لما يجري في حوض تدمر وقسم من جبالها وأوديتها. وتنسب القلعة إلى الأمير فخر الدين المعني الثاني الذي حكم جبل لبنان وأجزاء من سوريا في بداية القرن السابع عشر الميلادي، ويعود أصل القلعة إلى زمن الحروب الصليبية، حيث عمل أتابكة دمشق والزنكيون والأيوبيون على تجهيز المدينة بوسائل متعددة للدفاع، فكانت محصنة تقف بوجه الصليبيين كموقع دفاعي ممتاز.
عُثر بين أنقاض القلعة على خزفٍ يعود إلى تلك الحقبة من الزمن.

## معرض الصور

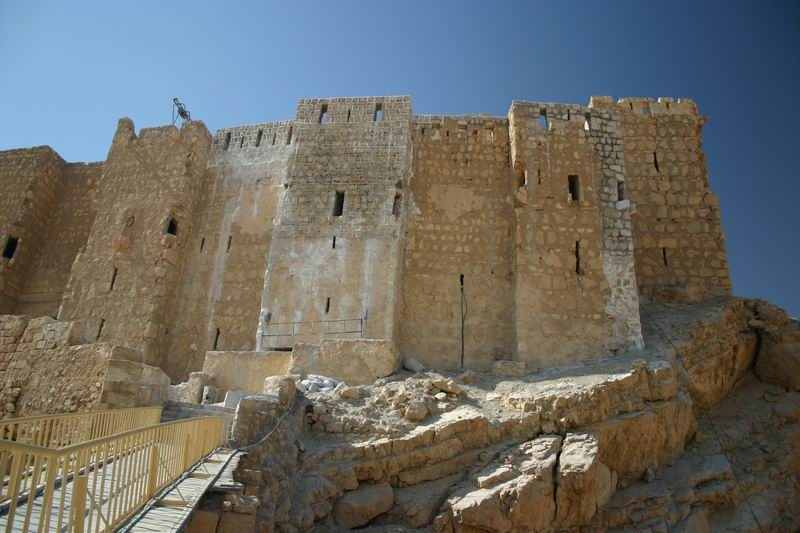
مدخل القلعة.
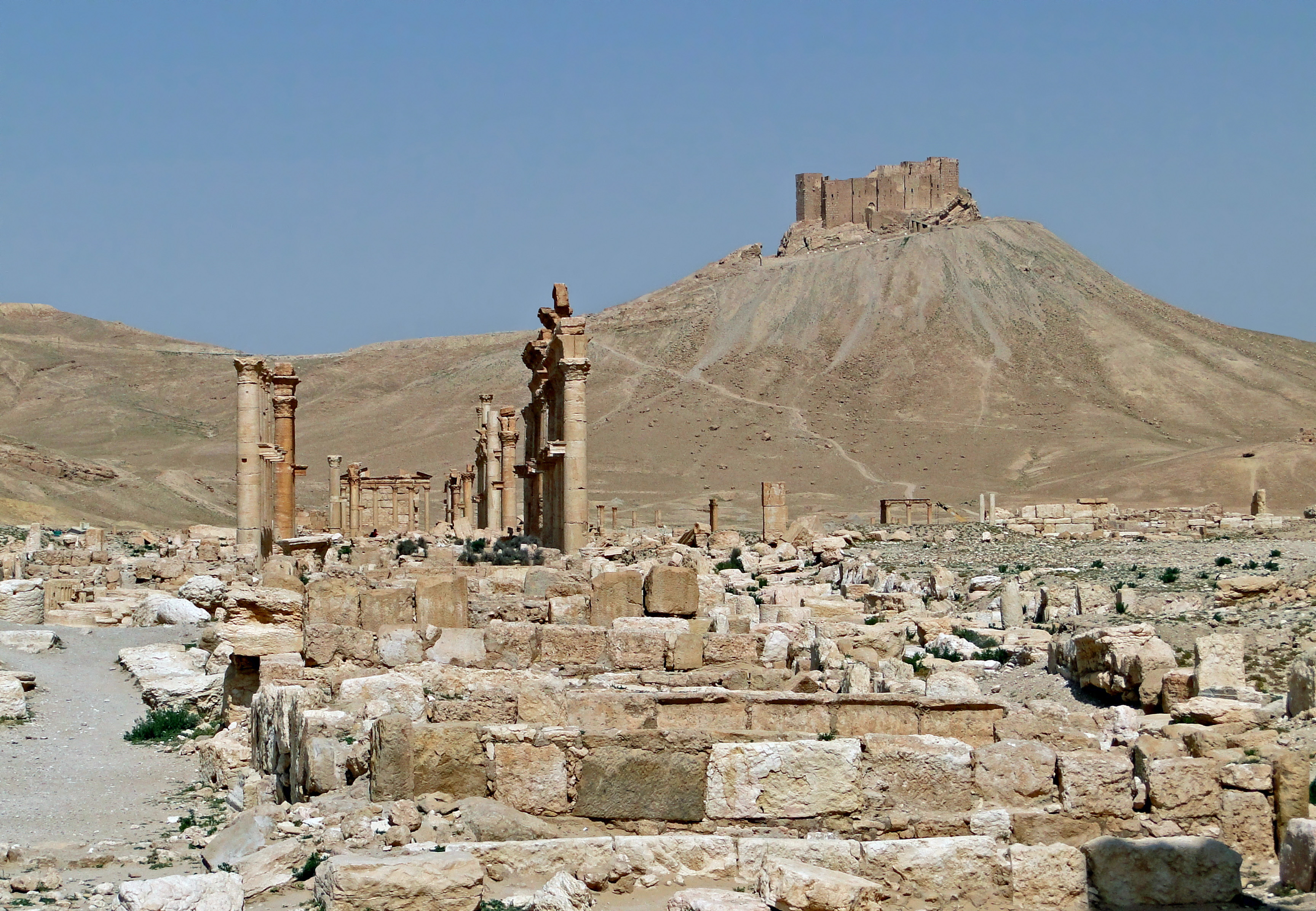
أثارات تدمر.
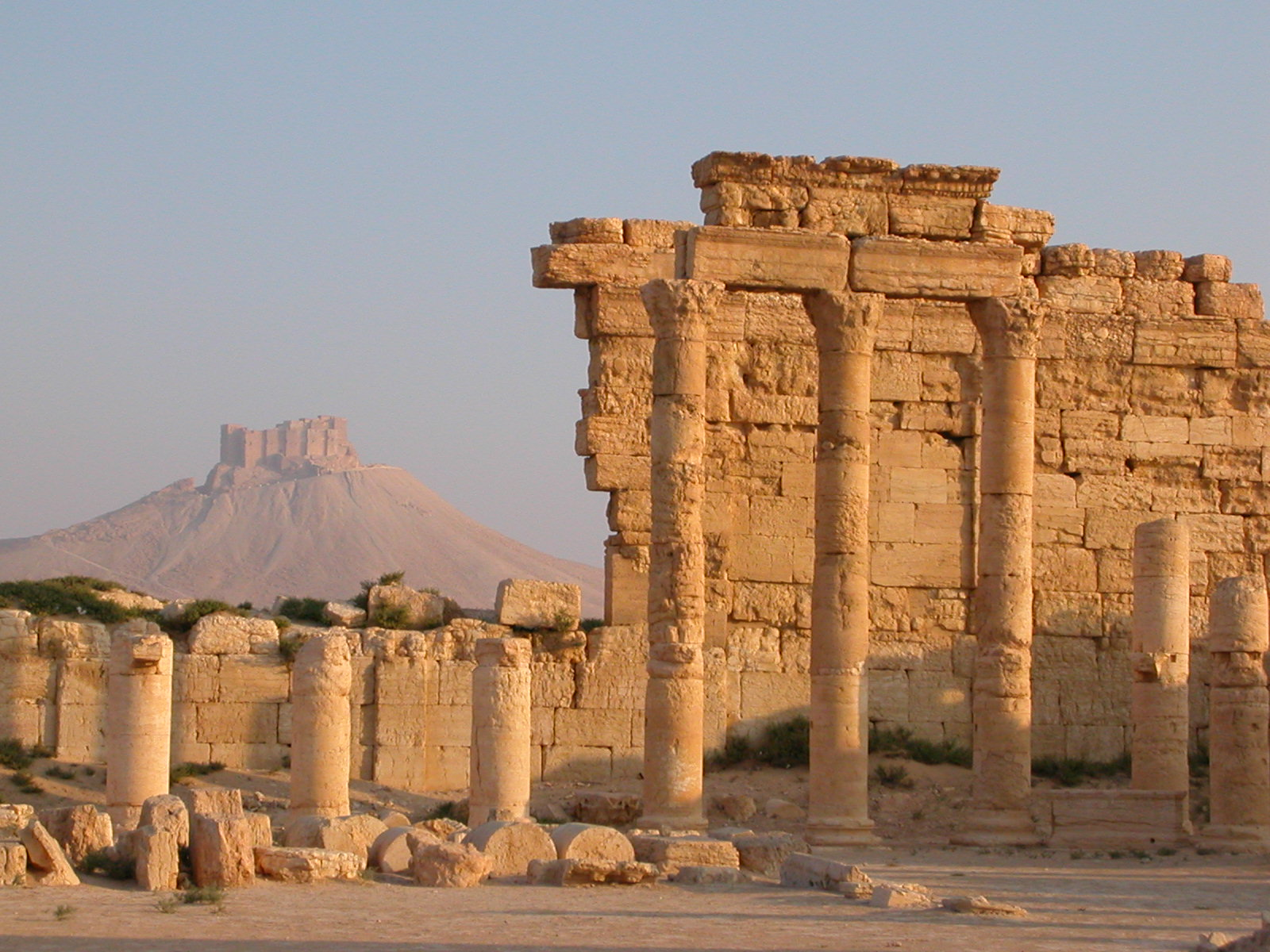
قلعة فخر الدين المعني